# Xenuroturris castanella
Xenuroturris castanella é uma espécie de gastrópode do gênero Xenuroturris, pertencente a família Turridae.